# Brossasco
Brossasco är en ort och kommun i provinsen Cuneo i regionen Piemonte i Italien. Kommunen hade 1 048 invånare (2018).